# Reflexo (ao vivo)
Reflexo (ao vivo) consiste no mais recente videoclipe e single do guitarrista brasileiro Tony Babalu. Integrante do EP No Quarto de Som... (Amellis Records/Tratore 2021), a música teve sua versão ao vivo publicada no canal oficial do artista no YouTube, bem como nas plataformas de áudio, em 15 de agosto de 2023.

## Concepção e gravação
Caracterizada como um "groove introspectivo", a obra visita as influências de Tony Babalu da escola progressiva do rock. A gravação de sua versão ao vivo deu-se no Centro Cultural São Paulo (São Paulo/SP) em 10 de dezembro de 2022, tendo como demais músicos Adriano Augusto (teclados), Leandro Gusman (baixo), e Marina Abramowicz (bateria).

## Ficha técnica
- Tony Babalu: composição e guitarra
- Adriano Augusto: teclados
- Leandro Gusman: contrabaixo
- Marina Abramowicz: bateria (participação especial)
- Matheus Barros: sonorização
- Vanderlei Conte: iluminação
- Ricardo Lima: assistente de palco
- Nicholas Abdo, Paula Corrêa, Thabata Sorgiacomo: câmeras
- Karen Holtz: câmera e edição de vídeo
- Beto Carezzato e Marcelo Carezzato (Carbonos Studio): mixagem e masterização